# Neogonus fausti
Neogonus fausti is een keversoort uit de familie zwamspartelkevers (Melandryidae). De wetenschappelijke naam van de soort werd in 1879 gepubliceerd door Edmund Reitter.